# Дон Жуан Персидский
Дон Жуан Персидский (исп. Don Juan de Persia; 1560 — 1604) — псевдоним Орудж-бек Баята (азерб. Oruc bəy Sultanəli bəy oğlu Bayat), посла дипломатической миссии Сефевидов ко двору испанского короля в 1599—1602 годах, оставшегося в Испании, принявшего католицизм и в 1604 году написавшего книгу «История Дон Жуана Персидского».

## Биография
Орудж-бек Баят родился, предположительно, в 1560—67 гг. в семье Султан-Али-бека Баята, служившего при дворе Сефевидского шаха Мухаммада Худабенде, и происходившего из знатного азербайджанского племени Баят, входившего в объединение кызылбашей.
Так описал положение своего рода сам Орудж-бек Баят:
«Семья Баят, благороднейший дом и родословная, и все мы, как сказали бы в Испании, герцоги»
Его отец Султан-Али-бек Баят и дядя Хусейн-Али-бек Баят были личными порученцами шаха Мухаммада Худабенде, и его сына, шахзаде Хамзы-Мирзы. Вместе с отцом Орудж-бек участвовал в важной миссии по переговорам с восставшим ханом племени Туркоман, Амир-ханом, которые завершились с успехом.
Султан-Али-бек Баят погиб в 1585 году, во время осады Тебриза сефевидскими войсками, после чего командование над ополчением племени Баят перешло к Орудж-беку. Он поступил на личную службу к Хамзе-Мирзе, участвуя во всех его походах, покуда тот не был убит в результате заговора.
После восхождения на трон шаха Аббаса I Орудж-бек участвовал во всех его кампаниях, в том числе и в победоносной войне против узбекских Шейбанидов, и взятии Герата. За заслуги в этой кампании был приближен к себе шахом.

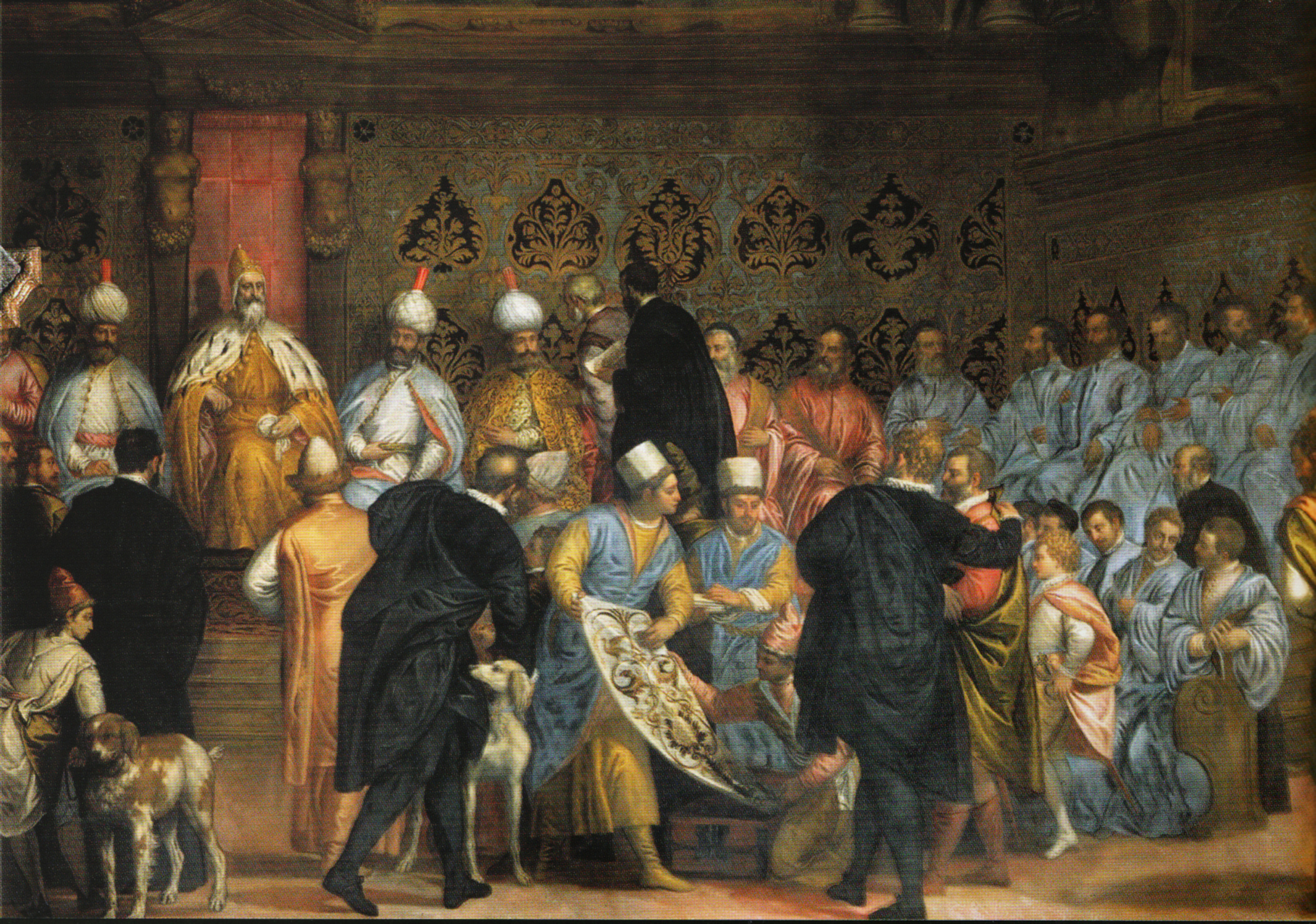
Посольство в котором участвовал Дон Жуан Персидский

Как один из приближенных шаха в 1599 году был зачислен в состав дипломатической миссии, отправившейся ко двору испанского монарха, для заключения союзного договора против Османской империи. Выполнив цели миссии, трое из четырёх секретарей посольства неожиданно принимают христианство и остаются в Испании. Первым крестится Аликули-бек, его крёстным отцом становится сам Филипп III и дает ему имя Дона Филиппа Персидского, вторым крещение принимает Буниат-бек и становится Доном Диего Персидским. Маргарита Австрийская, королева Испании, становится крестной матерью третьего новообращённого, Орудж-бека, ему дают имя — Дон Жуан Персидский.

## Произведение

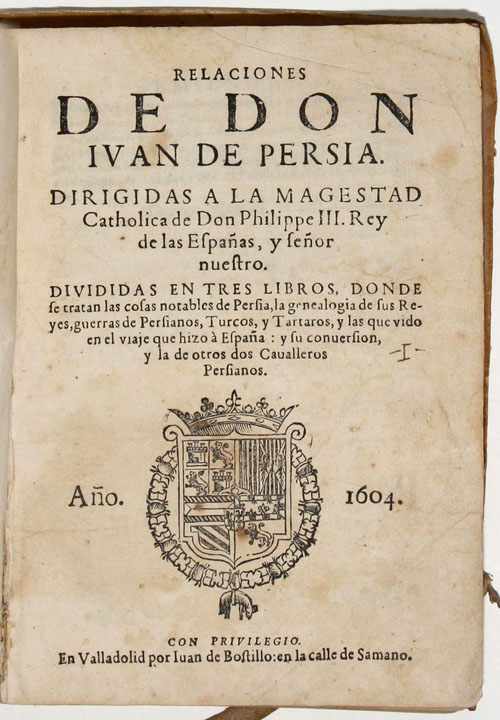
Первое издание дневника, написанного Дон Жуаном Персидским

Произведение, прославившее Орудж-бека «История Дон Жуана Персидского», состоит из трёх книг
В первой книге дается описание государства Сефевидов, его монархов, населявших его народов, история страны. Большое внимание уделено общей истории региона. Во второй книге описывается современная на тот момент история Сефевидского государства, его политика, войны, завоевания, интриги про шахском дворе. Приводятся его версии истории происхождения династии Сефевидов и Османов. Третья книга посвящена непосредственно описанию его путешествия в Испанию через многие страны, приводятся данные о посещениях разных стран и городов.
Вскоре по завершении своего труда Дон Жуан Персидский погиб в уличной драке.